# Хлорид трифторометилсульфинилртути
Хлорид трифторометилсульфинилртути — неорганическое соединение
ртути
с формулой Hg(SCF3)Cl,
бесцветные кристаллы.

## Получение
- Реакция Бис(трифторометилсульфинил)ртути и хлорида ртути(II):

{\displaystyle {\mathsf {Hg(SCF_{3})_{2}+HgCl_{2}\ {\xrightarrow {}}\ 2Hg(SCF_{3})Cl}}}

## Физические свойства
Хлорид трифторометилсульфинилртути образует бесцветные кристаллы
ромбической сингонии,
пространственная группа P bcm,
параметры ячейки a = 0,6015 нм, b = 0,8166 нм, c = 2,219 нм, Z = 8
.